# Medinilla clementis
Medinilla clementis är en tvåhjärtbladig växtart som beskrevs av Elmer Drew Merrill. Medinilla clementis ingår i släktet Medinilla och familjen Melastomataceae. Inga underarter finns listade i Catalogue of Life.